# B53
Mk/B-53 (в SAC была известна как англ. a crowd pleaser — позёр) — американская термоядерная бомба, наиболее старое и мощное ядерное оружие находившееся в арсенале стратегических ядерных сил США вплоть до 1997 года. Была заменена в ВВС на свободнопадающую бомбу B61 mod.11.

## История
Разработка бомбы была начата в 1955 году в Лос-Аламосской национальной лаборатории в Нью-Мексико и основывалась на конструкции более ранних изделий Mk.21 (англ. Mark 21 nuclear bomb) и Mk.46 (англ. B46 nuclear bomb). В марте 1958 года Стратегическое командование ВВС США выпустило запрос на разработку новой бомбы класса C (мегатонной мощности, массой менее 5 тонн) для замены бомбы Mk.41. Один из вариантов Mk.46 в 1959 году стали обозначать TX-53. Изделие TX-53 по-видимому никогда не испытывалось, хотя его прототип — экспериментальный заряд TX-46 был взорван 28 июня 1958 года, в рамках испытания «Дуб» (англ. Oak) первой фазы операции «Хардтек», дав на выходе энерговыделение в 8,9 Мт. Бомбы этого типа начали постепенно разбирать с 1980-х годов, однако они оставались на вооружении до 1997 года.

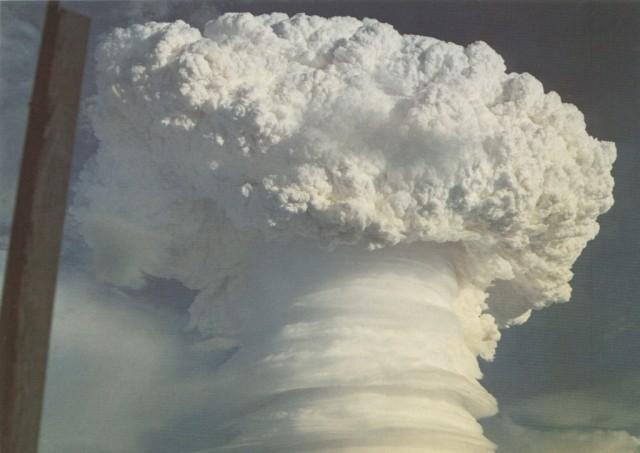
Гриб 8,9-мегатонного термоядерного взрыва «Дуб» (Oak) бомбы TX-46 в рамках первой фазы операции «Сухарь», проведённый 28 июня 1958 года на атолле Эниветок.

### Производство
Серийное изготовление Mk.53 было начато на Бёрлингтонском атомном заводе Комиссии по атомной энергии США (штат Айова), оператором которого по контракту выступала компания Mason & Hanger-Silas Mason Co., Inc. (M&H), впоследствии вошедшая в состав American Ordnance LLC. Производство велось с августа 1962 года и продолжалось вплоть до июня 1965 года. Было произведено около 340 бомб. С 1968 года авиабомба получила обозначение B53.

### Развёртывание
Авиабомба B53 была принята в эксплуатацию в составе бомбардировщиков B-47 «Стратоджет», B-52 «Стратофортресс» и B-58 «Хастлер» в середине 1960-х годов.

### Эксплуатация, снятие с вооружения и утилизация
Некоторые ранние варианты авиабомбы выводились из эксплуатации и утилизировались начиная с 1967 года. Около 50 бомб и 54 изделия в варианте боевых частей МБР Tитан 2 находились на службе в течение 1980-х годов.
После случая в 1980 году закончившегося взрывом ракеты «Титан 2» оснащённой головной частью Mk.6 c ядерным зарядом W-53 (ракетный вариант B-53), по решению президента США Рональда Рейгана была начата деактивация оставшихся на боевом дежурстве ракет «Титан 2» с боеголовкой Mk.6. Последняя из них была снята с боевого дежурства 5 мая 1987 года.
В середине 1980-х также существовали планы по снятию с вооружения, деактивации B-53 и замены её на авиабомбу B-83, однако 5 августа 1987 года было принято решение прекратить вывод из эксплуатации B-53, и к 25 бомбам оставшимся в эксплуатации, были возвращены 25 ранее изъятых из обращения, но не подвергнутых разборке и деактивации B-53 (это единственный случай возврата на вооружение в США). Объявленной причиной такого решения была необходимость сохранения возможности уничтожения высокозащищённых заглубленных целей.
В конце 1980-х годов была начата программа продления сроков эксплуатации B-53, включавшая в себя модернизацию предохранительной автоматики бомбы.
Новая, проникающая модификация бомбы B61, т. н. B-61 Mod.11 начала поступать на вооружение в январе 1997 года заменяя B-53. Поэтому начиная с 1997 года имевшиеся в арсенале ВВС США 50 штук B-53 выводились из эксплуатации, но не утилизировались.

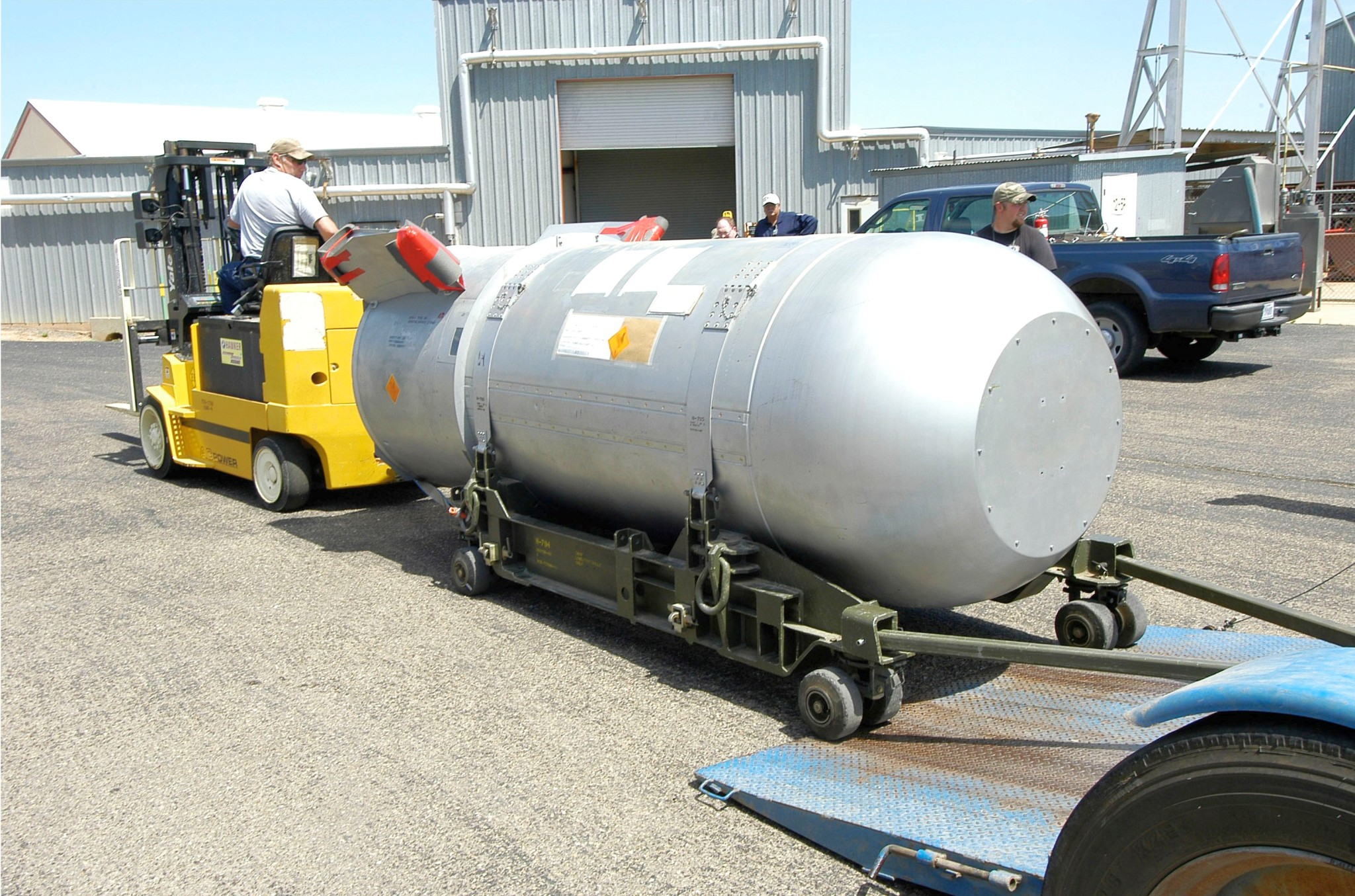
Подготовка к утилизации бомбы B53 на заводе Pantex в Амарилло, Техас

13 октября 2010 года Национальная администрация по ядерной безопасности США (англ. National Nuclear Security Administration) объявила о начале программы по утилизации B53, стоявших на вооружении ВВС на протяжении 35 лет. Утилизация авиабомб производилась на заводе «Pantex» в Техасе. 25 октября 2011 года был разобран последний экземпляр.
B61 является бомбой с переменной мощностью заряда, имеющей название «Широкий вариант заряда» (FUFO, Full Fuzing Option)", или «Dial-a-yield», предназначенная для транспортировки на самолётах, в том числе сверхзвуковых. Она имеет корпус способный выдерживать полёт на сверхзвуковых скоростях.. На модификациях 3, 4 и 10 может быть установлена мощность в 0.3, 1.5, 5, 10, 60, 80 или 170 килотонн. Стратегические версии (B61 7-й модификации) имеют четыре варианта заряда, с максимумом в 340 килотонн. В рассекреченном обзоре ядерных сил США в 2001 году говорится, что B-61-11 имеет только один вариант мощности заряда, некоторые источники указывают на 10 килотонн, другие же предлагают 340 килотонн, как у 7-й модификации.
Новейшим вариантом бомбы является B-61-11 (B-61 mod 11). Это бомба с усиленным корпусом (по данным некоторых источников, содержащим обеднённый уран) и замедленным действием взрывателя, что позволяет ей проникать на несколько метров в землю до взрыва. При по сути подземном взрыве больше энергии идёт в грунт и вызывает сейсмическое сжатие для уничтожения особо укреплённых подземных сооружений. Считается, что эта бомба способна вызвать такой же объём подземных разрушений, как поверхностный взрыв B53 при гораздо меньших площадях разрушений на поверхности и выбросах радиоактивных веществ. Вес бомбы составляет около 540 кг. Разработанная в 1994 году, 11-я модификация принята на вооружение в 1997 году, заменив старые бомбы B53 девятимегатонной мощности, ограниченное число которых было сохранено для борьбы с особо укреплёнными сооружениями. Всего было произведено около 50 бомб 11-й модификации, их боеголовки имеют 7 различных вариантов установки мощности подрыва. В настоящее время основным носителем для B-61-11 является стратегический бомбардировщик B-2.
Большинство версий B61 оснащены нейлоно-кевларовым парашютом-замедлителем (диаметр около 7,5 метров). Это предназначено для безопасного отхода самолёта-носителя, а также чтобы избежать взрыва при соприкосновении с землёй в случае нештатного сбрасывания бомбы, либо закладки в режиме мины. Взрыватель B61 может быть установлен на подрыв в воздухе, взрыв на поверхности земли, детонация на земле по сигналу, а также под землёй на глубине до нескольких метров.

## Конструкция

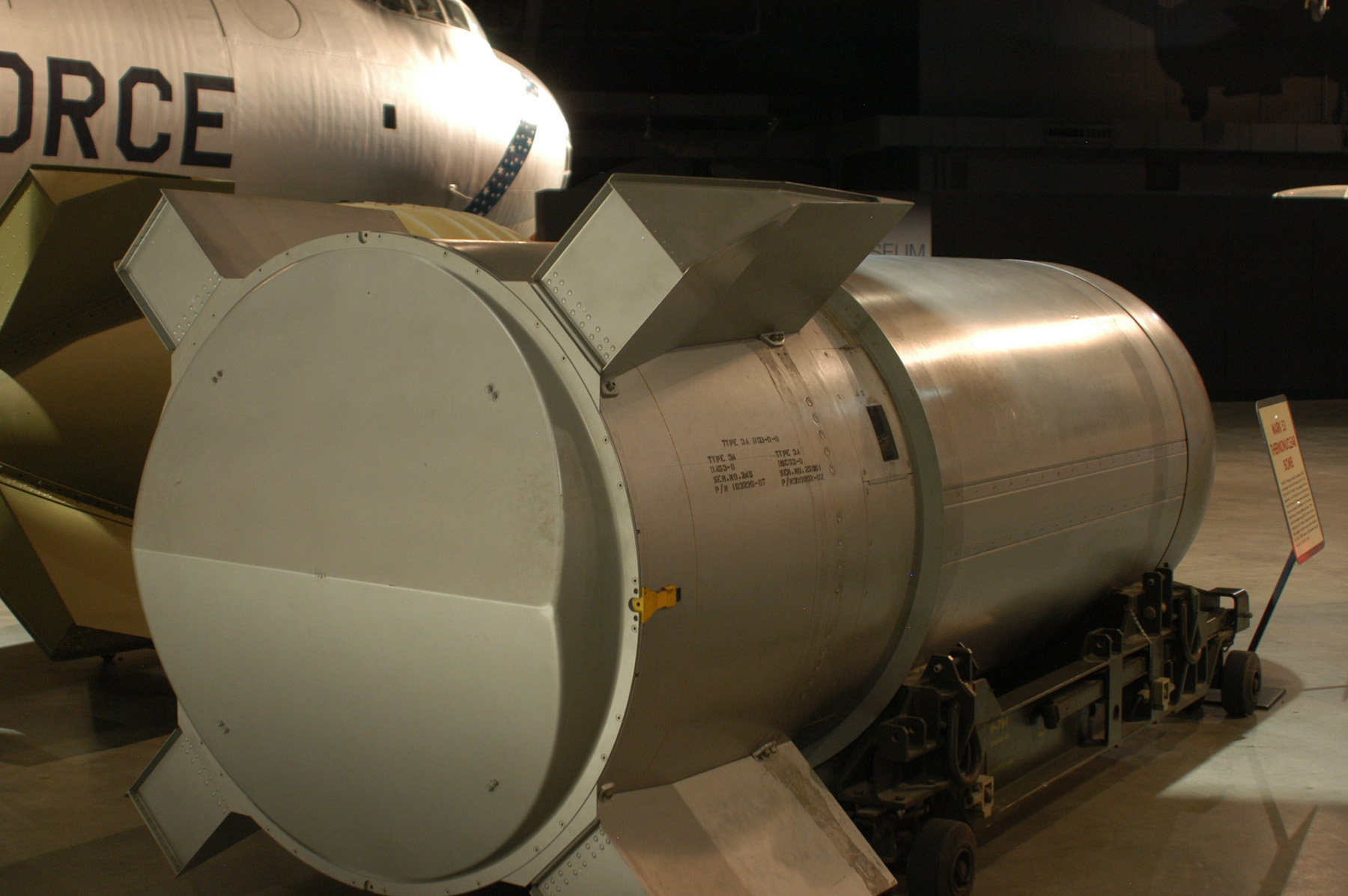
Mark 53. Вид сзади (под крышкой — парашютная система). Национальный музей ВВС США, Дейтон, Огайо

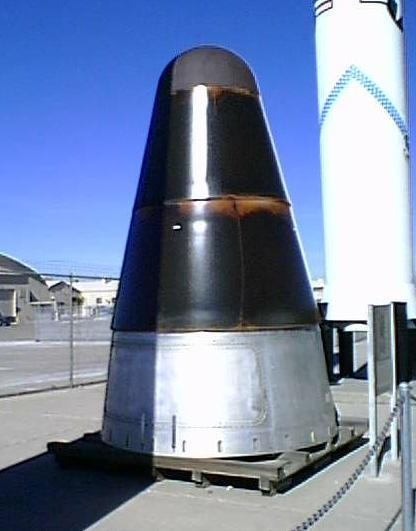
Боеголовка Mk.6 МБР «Титан 2» в Национальном музее ядерной науки и истории (Альбукерке, Нью-Мексико).

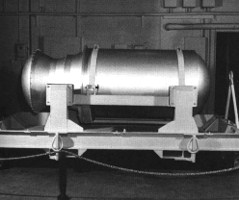
Ядерный заряд БЧ W53

Термоядерная боевая часть W53 головной части Mk.6 МБР Titan II использовала тот же ядерный заряд, что и бомба B53, но без присущих авиабомбам компонентов, таких как парашютная система, что снизило её массу до 3690 кг. С энерговыделением в 9 мегатонн, она являлась самой мощной БЧ из всех когда-либо размещённых на американских ракетах.
65 боевых частей W53 было произведено в период с декабря 1962 по декабрь 1963 года. Выпускалась компанией General Electric
В апреле 1963 года в 570-й стратегической ракетной эскадрилье (англ. 570th Strategic Missile Squadron) 390-го стратегического ракетного крыла (англ. 390th Strategic Missile Wing) (авиабаза Девис-Монтен, Аризона) в ШПУ 570-2 (32°06′03″ с. ш. 111°15′44″ з. д.) на боевое дежурство была поставлена первая МБР «Титан-2» с БЧ W53. Первая эскадрилья, в составе 9 ШПУ, вступила в строй к июню 1963 года, а все 54 МБР были развернуты в декабре 1963 года, в том числе:
- 18 ПУ на авиабазе Девис-Монтен в Аризоне,
- 18 ПУ на базе ВВС Литл-Рок (англ. Little Rock Air Force Base) в Арканзасе,

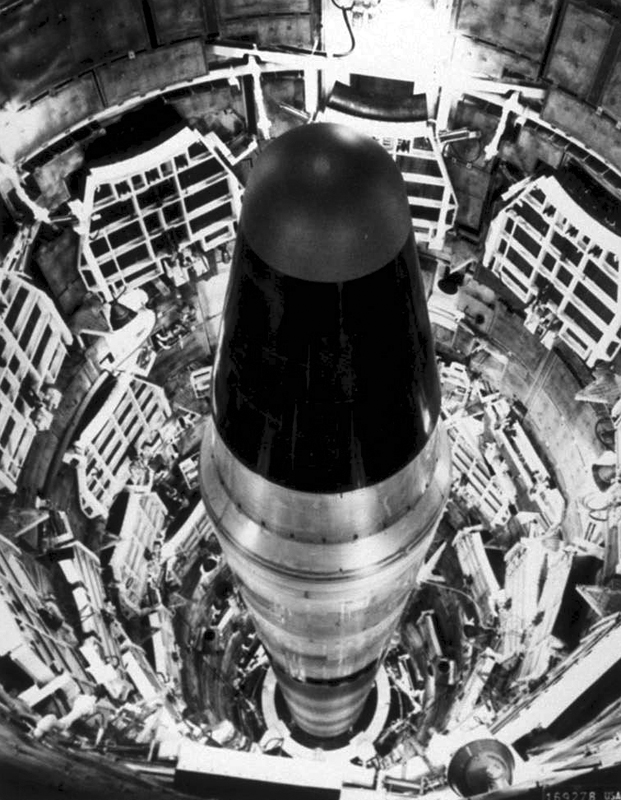
«Титан 2» с ГЧ Mk.6 в шахте

- 18 ПУ на базе ВВС США Макконнел (англ. McConnell Air Force Base) в штате Канзас[12][13].

## Эффекты взрыва
Согласно расчётам, при воздушном подрыве на оптимальной высоте 9-мегатонный взрыв приведёт к образованию огненного шара размером от 4 до 5 километров в диаметре, при этом:
- мощности светового излучения будет достаточно, чтобы вызвать смертельные ожоги у любого открыто расположенного человека в радиусе 28,7 километра (площадь в 2586 км²);
- воздействия ударной волны будет достаточно для разрушения жилых и производственных построек в радиусе 14,9 км от эпицентра (697 км²);
- в радиусе 5,7 км практически все наземные сооружения будут разрушены, и количество погибших от ударной волны может достичь 100 %;
- в радиусе 4,7 км среднестатистическая доза ионизирующего излучения полученная человеком будет составлять 500 бэр (5 зивертов). Этой дозы достаточно чтобы вызвать смертность в 50-90 % независимо от воздействия ударной волны и светового излучения на указанном расстоянии.
- считалось, что при точном попадании бомба способна разрушить любой самый защищённый советский подземный бункер[8]

### Инциденты
19 сентября 1980 года в ШПУ 374-7 (35°24′50″ с. ш. 092°23′50″ з. д.) 374-й стратегической ракетной эскадрильи (англ. 374th Strategic Missile Squadron) 308-го стратегического ракетного крыла (англ. 308th Armament Systems Wing) (авиабаза Литл-Рок) при проведении работ по повышению давления наддува в баке окислителя второй ступени техник, выполнявший работу, выронил полуторакилограммовую головку торцевого ключа, которая, пролетев около 20 метров, пробила бак горючего первой ступени. Расчёт стартовой позиции был эвакуирован после прибытия команды специалистов для ликвидации аварии. Разведгруппа из 2 человек, направленная в шахту, зафиксировала наличие в ШПУ взрывоопасных компонентов. Поступивший приказ об эвакуации разведгруппы и аварийной команды выполнить не успели — произошёл взрыв 110 тонн самовоспламеняющихся компонентов топлива, ударная волна сдетонировавшей первой ступени вырвала закрытое железобетонное защитное устройство шахты (крышку) массой в 740 тонн, а вторая ступень вместе со штатной ГЧ Mk.6 c ядерной боевой частью W53 были выброшены из шахты. Поврежденная вторая ступень вылетела из шахты и взорвалась с 26 тоннами токсичного топлива. В результате взрыва второй ступени 4-тонная ГЧ была подброшена в воздух на 200 метров, а при падении разрушилась. В результате аварии погиб 1 и был ранен ещё 21 человек. МБР и шахта были полностью разрушены (шахта так и не была восстановлена). Из пятимильной (8 км) зоны вокруг шахты были эвакуированы около 1400 жителей, однако по официальным данным утечки радиоактивных продуктов не произошло.

### Образ в художественных произведениях
- Инцидент со взрывом ракеты-носителя «Титан-2» с боеголовкой W53 был отображён в фильме Катастрофа в шахте №7, снятом в 1988 г. (кинокомпания Mark Carliner Productions, США).
- В фильме Стенли Кубрика «Доктор Стрейнджлав, или Как я перестал бояться и полюбил бомбу» пилот самолёта B-52 майор Дж. Т. «Кинг» Конг (актёр Слим Пикенс) изображает родео, сидя на падающей термоядерной бомбе, размерами и формой похожей на B53.

### Утилизация головной части
После снятия в мае 1987 года с боевого дежурства последней ракеты «Титан 2», утилизация последних БЧ W53 была закончена к 1988 году.